# Среднее Бугаево
Среднее Бугаево (коми Бугаев) — село в Усть-Цилемском районе Республики Коми России. Административный центр сельского поселения Среднее Бугаево.

## История
По состоянию на 1920 год, в деревне Бугаево Среднее (Петрухины) имелось 70 дворов (62 русских и 8 зырянских) и проживало 372 человека (143 мужчины и 229 женщин). В административном отношении входила в состав Бугаевского общества Бугаевской волости Печорского уезда.

## География
Село находится в северо-западной части Республики Коми, в левобережной части поймы реки Печоры, на расстоянии примерно 60 километров (по прямой) к северо-северо-востоку (NNE) от села Усть-Цильма, административного центра района. Абсолютная высота — 26 метров над уровнем моря.
Часовой пояс
Среднее Бугаево, как и вся Республика Коми, находится в часовой зоне МСК (московское время). Смещение применяемого времени относительно UTC составляет +3:00.

## Население
| 2010 |
| ---- |
| 287  |

Гендерный состав
По данным Всероссийской переписи населения 2010 года в гендерной структуре населения мужчины составляли 51,2 %, женщины — соответственно 48,8 %.
Национальный состав
Согласно результатам переписи 2002 года, в национальной структуре населения русские составляли 93 % из 368 чел.

## Улицы
Уличная сеть села состоит из четырёх улиц.